# Burgrest Sirgenstein
Der Burgrest Sirgenstein ist eine abgegangene Felsenburg vom Typus einer Turmburg auf einem 45 Meter hohen Felsen, dem Sirgenstein, auf 614 m ü. NN mit einer steinzeitlichen Wohnhöhle (Sirgensteinhöhle) zwischen Weiler (Blaubeuren) und Schelklingen im Alb-Donau-Kreis in Baden-Württemberg. Von der vermutlich im 13. Jahrhundert erbauten Burg sind heute noch Mauerreste, ein Buckelquader und der Halsgraben zu sehen.

## Topographie
Die Burg stand auf dem „Sirgenstein“, einem hohen Kalksteinfelsen zwischen Schelklingen und Weiler an der heutigen Bundesstraße 492 von Schelklingen nach Blaubeuren.

## Geschichte
Noch im Jahre 1830 berichtet die Beschreibung des Oberamts Blaubeuren folgendes: „Er [der Sirgenstein] soll ehemals ebenfalls ein Schloss getragen haben und auf alten Karten soll er noch als Schloss vorkommen, so daß deswegen ein französischer Obrist im J. 1809 dort eine Abtheilung Soldaten einquartieren wollte. Dermalen befindet sich jedoch keine Spur mehr von Mauerwerk darauf und die ganze Oberfläche des Felsens hat nicht über 15 Fuß im Durchmesser“.
Und aus dem Jahre 1917 stammt ein Zeitungsartikel des bekannten Burgenforschers Konrad Albert Koch über die Burg Sirgenstein. Koch vertritt hier die Auffassung, dass eine mittelalterliche Burg vorhanden war: „Der Burggraben allein würde schon darauf hinweisen, dass hier etwas wehrhaftes stand, wenn auch der vorhandene Platz etwas beschränkt war. Außerdem fand man schon mittelalterliche Ziegelstücke und Gefäßscherben. Auf der höchsten Stelle war Platz genug für einen Bau (Wohnturm) von etwa 8 auf 10 Metern. Von Nordwesten her führte über einen schmalen Bergrücken der Eingang über den ziemlich breiten Graben in den kleinen Burghof. Dieser liegt niederer als das schon oben erwähnte Gebäude. Rechts von diesem Eingangstor stand ein Wohngebäude, vermutlich mit dem Keller. Links der hölzernen Eingangsbrücke mit Fallbrücke scheint noch ein weiterer Bau gestanden zu sein. Dieser hat den Graben durchquert, dadurch war der Graben von der einen Seite gesperrt“.
Hartwig Zürn bestätigte 1961 in seiner Publikation Die vor- und frühgeschichtlichen Geländedenkmale und die mittelalterlichen Burgstellen der Kreise Göppingen und Ulm, dass auf dem Sirgensteinfelsen über der Höhle einst eine Burg stand: „Hinter dem Felsen findet sich gegen den Hang ein rund 4 bis 6 m tiefer Halsgraben, der den die Burgfläche mit dem Hang verbindenden Felsgrat durchschneidet. (…) Die Burgfläche auf dem Felsen ist nur 9 auf 3 m groß, mit mittelalterlichen Scherben und Ziegelresten. Geringe Mauerreste sind am steilen Osthang unterhalb der Burgfläche zu sehen“.
Die Beobachtungen Kochs und Zürns fanden wenige Jahre später eine Bestätigung. Bei der Erweiterung der Bundesstraße 492 im Jahre 1966, die unterhalb des Sirgensteins vorbeiführt, wurde ein Buckelquader, wohl Bestandteil des ehemaligen Bergfrieds, entdeckt. Dieser Buckelquader wurde zur Erinnerung an die Burg Sirgenstein am Beginn des Fußwegs zum Sirgenstein hinauf aufgestellt. In den Betonsockel wurde eine Inschrift eingelassen. Weiterhin können auf dem Felsplateau Mörtelspuren und Ziegelreste nachgewiesen werden, außerdem noch Fundamentreste des Bergfrieds. Auch haben sich Teile der Umfassungsmauern erhalten, die bislang durch Laub und abgeschwemmtes Erdreich verdeckt waren.

## Siedlung und Burg Sirgenstein
Über die Burgbewohner ist nichts in Erfahrung zu bringen. Von der Bedeutung und Größe her muss der Sirgenstein eine Ministerialenburg gewesen sein, vermutlich eines Ministerialen der Grafen von Berg. Im 12. Jahrhundert schenkt Adalbert, Sohn der Emecha aus Grizegunda oder auch Grietzgunda, drei Hufen an drei Orten: bei Sontheim und Berkach, Ehingen und Schelklingen am Hang Igrenstein oder Sigrenstein bzw. Sirgenstein. Dies deutet darauf hin, dass beim Sirgenstein, schon bevor die Burg bestand, eine Siedlung vorhanden war, die offenbar auch eine kleine Markung besaß. Denn im 12. Jahrhundert gab ein Johannes Rietter „für die Mensa der Brüder [des Klosters Blaubeuren] 4 Pfund jährlich von seinen Wiesen, die zwischen den Grenzen von Weiler und Schelklingen liegen, in der Volkssprache de Stayn genannt“. Nach dem Lagerbuch des Klosters Blaubeuren von 1470 besaß das Kloster fünf Lehen zwischen Schelklingen und Weiler, die dem Kloster vogtbar waren und dem Amtmann in Weiler unterstanden. Otto-Günter Lonhard vermutet, dass sie zum Teil von der Stiftung des Albert, Sohn der Emecha, herrührten, der eine Hufe beim Sirgenstein schenkte.
Das Vorhandensein einer Siedlung lässt sich auch archäologisch nachweisen. Beim Ausbau der Bundesstraße B 492 im Jahre 1966 wurde die Straße gegen den nördlichen Talhang hin verbreitert. „Dabei zeigten sich am Fuß des Sirgensteinfelsens 4 in den gelben Hangschutt eingeschnittene Gruben, gefüllt mit dunklem Kulturboden, vermischt mit Gehängeschutt. Auf der Basis der Gruben lagen rot gebrannte Steine und Brandschutt mit Hüttenlehmbrocken, die Stangen- und Rutenabdruck aufwiesen. An Funden liegen vor wenige mittelalterliche Scherben, darunter solche von zylindrischen Ofenkacheln und das Bruchstück eines Schleifsteins. Offenbar handelt es sich um Reste mittelalterlicher Hütten, die am Fuß der Burg Sirgenstein standen. An dieser Stelle lagen auch einige große behauene Kalksteine, die von der Burg abgestürzt waren“.
Es ist wohl am ehesten davon auszugehen, dass es sich bei der Burg Sirgenstein wegen des beschränkten Raums um eine Turmburg handelte, und dass der erhaltene Buckelquader ein Teil dieses Turmes gewesen ist. Der Turm dürfte auf dem höchsten Plateau gestanden haben (Beispiel: Zeichnung einer Turmburg des französischen Architekten Eugène Viollet-le-Duc beim Artikel Turmburg). Die bewohnbare Fläche der Burg wurde aber erweitert durch eine schräg zum Halsgraben verlaufende Ringmauer, welche im Osten am steilen Abhang den Burgraum erweiterte, und dort auch noch in Resten erhalten ist. Die Ringmauer lief entlang des Halsgrabens und schloss sich an dessen Ende wieder an den Turm an.
Für den Zugang zur Burg und die Lage des Burgtors lassen sich mehrere Möglichkeiten denken: erstens könnte von Nordosten über einen schmalen Bergrücken der Eingang über eine Brücke und den Halsgraben in den kleinen Burghof geführt haben.
Zweitens könnte der Zugang zur Burg nicht über den Berghang, sondern von der am Bergfuß verlaufenden Straße von Blaubeuren nach Schelklingen erfolgt sein. Die Burgbewohner hätten also den Berghang zum Felsen hinaufsteigen müssen. Möglicherweise war ein Zugang durch den Burggraben möglich, welcher durch eine Falltür geschlossen werden konnte.
Eine dritte Möglichkeit, aber nicht beweisbar, ist die Existenz eines Aufzugs mittels einer Seilwinde, wie in den Meteoraklöstern gebräuchlich (die Meteoraklöster waren ja früher nicht über Fußwege, sondern ausschließlich über Seilaufzüge erreichbar), sodass vom Fuße des Felsens aus Güter und Personen hochgezogen werden konnten. Dies hätte für die Burgbewohner die mühsame Kletterei erübrigt.
Die Burg stand durch einen Schacht in Verbindung mit der Höhle: dieser Schacht ist vermutlich künstlich angelegt worden und bringt Licht und Luft in die unter der Burg liegende Höhle. Es ist sehr wahrscheinlich, dass der Höhleneingang ehemals durch eine Steinmauer geschlossen war und als Pferdestall und/oder Vorratskammer diente; dann wäre Sirgenstein zugleich eine Höhlenburg gewesen. Der kühle Höhlenraum würde sich sehr zum Aufbewahren von Lebensmitteln eignen (z. B. Wein).
Burg Sirgenstein scheint, nach Bodenlesefunden von Töpferware zu urteilen, etwa zwischen 1150 und 1250 als Adelssitz benutzt worden zu sein. Der beim Straßenbau 1966 aufgefundene Buckelquader hat die Abmessungen: (Länge × Breite × Höhe) 54 × 42 × 64 cm, mit 3 cm breitem Randschlag und eine hohe Qualität; die Buckelhöhe beträgt 13 cm, der Buckel ist grob bearbeitet. Die Entstehungszeit des Buckelquaders ist in die Jahrzehnte vor 1240/50 zu legen.

## Besitzer der Burg
Wer waren nun die Burgbewohner? Eine eindeutige Zuordnung von bestimmten historischen Personen zur Burg oder Siedlung ist nicht möglich. In den einschlägigen Quellenwerken zur Geschichte der Gegend um den Sirgenstein wird nirgends eine Person namens „(von) Sirgenstein“ genannt, weder unter den Mönchen des Klosters Blaubeuren noch den Nonnen des Klosters Urspring. Auch in den Urkunden der Region des 12. bis 14. Jahrhunderts kommt nirgends der Personenname „(von) Sirgenstein“ vor. Es wird auch kein Siegel oder Wappen einer Familie Sirgenstein überliefert, abgesehen von der Familie „Sürg von Syrgenstein“ im Allgäu.
Denkbar ist ein Zusammenhang mit dem Adelsgeschlecht der Sürgen von Syrgenstein, die zuletzt auf Schloss Syrgenstein bei Wangen im Allgäu ansässig waren. Es könnte möglich sein, dass ein Ministerialengeschlecht der Grafen von Berg sich auf dem Sirgenstein niedergelassen hat, sich zuerst anders genannt, später aber den Burgnamen angenommen haben und verzogen sind. Indizien für diese Interpretation sind die Ähnlichkeit des Sürg von Syrgensteinschen Wappens mit den Wappen von Berger Ministerialen, denn das Sürgische Wappen enthält einen schwarzen Schrägrechtsbalken auf silbernem Grund. Eberl kann 18 bergische Ministerialenfamilien mit einem Schrägrechtsbalken nachweisen, einige wenige trugen auch andere Wappenschilde.
Ruine Sirgenstein liegt heute auf Weiler Markung, war aber wohl ehemals Teil des gräflich bergischen und später österreichischen Territoriums. 1343 verkaufte Graf Konrad von Schelklingen seinen ganzen Besitz (rund um Ehingen und Schelklingen) an die Herzöge Albrecht, Friedrich, Leopold und Rudolf von Habsburg, wodurch auch der Sirgenstein in den Besitz Österreichs kam. Nach Fabri untersagte der Erzherzog von Österreich einem Bergmann, welcher im vorigen Jahr (da das Buch 1488/89 geschrieben wurde, müsste sich der Vorgang 1487/88 ereignet haben) in der Höhle nach gold- oder silberhaltiger Erde gegraben hatte, seine Arbeit. Daraus erhellt, dass der Sirgenstein in österreichischer Zuständigkeit lag.
Die Grenze zwischen Schelklingen und Weiler beim Sirgenstein war später umstritten: Weiler war seit 1414 im Besitz des Klosters Blaubeuren und 1447 erwarb Württemberg Kloster und Stadt Blaubeuren. Die Grenze Österreichs zum Kloster Blaubeuren und damit zur Grafschaft (ab 1495 Herzogtum) Württemberg wurde nicht nur Landesgrenze, sondern nach Einführung der Reformation in Württemberg auch Konfessionsgrenze.
Am 20. September 1728 und 27. Oktober 1728 trafen sich eine Abordnung von Stadt und Kloster Blaubeuren seitens Württembergs und der Stadt Schelklingen seitens Österreichs bei den Grenzsteinen beim Sirgenstein und der so genannten Rothen Erde, um über die Weidegrenzen beim Sirgenstein und im Riedental zu verhandeln. Die württembergische Seite war bemüht, die Jurisdiktionsgrenze über den Sirgenstein hinaus (in Richtung Schelklingen) zu verschieben, wogegen die österreichische Seite sich rechtliche Schritte vorbehielt. Bei einem zweiten Treffen konnte man sich doch noch über die Setzung der Weidesäulen einigen.
Da der Grenzverlauf weiterhin umstritten blieb, fand 1751 eine Konferenz zwischen Österreich und Württemberg statt, die u. a. auch die Grenze von Weiler bis zur Donau regulieren sollte. Hierzu wurden von österreichischer Seite drei Karten vorgelegt, darunter eine, welche die Situation am Sirgenstein aufzeigt. Nach dieser Karte beanspruchte Österreich die Grenze durch das Tiefental mit Einschluss des Sirgensteins.
Wie es dazu kam, dass bei der ersten Württembergischen Landesvermessung von ca. 1820 die „Sirgensteinhalde“ samt Sirgenstein und der Südhang des Tiefentals zur Markung Weiler geschlagen wurde, ist unbekannt. Ein Grenzstein von 1714 ist noch an der Abzweigung von der Umgehungsstraße (Bundesstraße 492) ins Tiefental erhalten geblieben. Auf der einen Seite befindet sich der österreichische Bindenschild (silberner Querbalken auf rotem Schild), auf der anderen Seite das württembergische Wappen.

## Funktion der Burg Sirgenstein
Die Burg muss ehemals den ganzen Verkehr zwischen Blaubeuren und Schelklingen unter Kontrolle gehabt haben. Vom Felsen aus hat man einen weiten Blick ins Riedental, von dem sich das Höllental abzweigt und an dessen Ende die Gleißenburg stand. Weiterhin besteht eine gute Aussicht auf das Achtal abwärts, bis zu dem Punkt, wo die Ach hinter der Talbiegung verschwindet, und talaufwärts bis zum Windsparren, auf dessen Felssporn seit vor 1258 die St. Nikolauskapelle stand.
Burg Sirgenstein war mit hoher Wahrscheinlichkeit ein Vorposten der Burg Hohenschelklingen, der das Bergische Herrschaftsgebiet gegen Nordosten absicherte und gleichzeitig die Straße durchs Achtal kontrollierte. Muschenwang und die Burg Fleck dagegen sicherten das Bergische Gebiet und die Schmiechtalstraße gegen Steußlingen und Justingen ab und, nachdem die Steußlinger Lehensleute der Grafen von Württemberg geworden waren, auch gegen Württemberg.

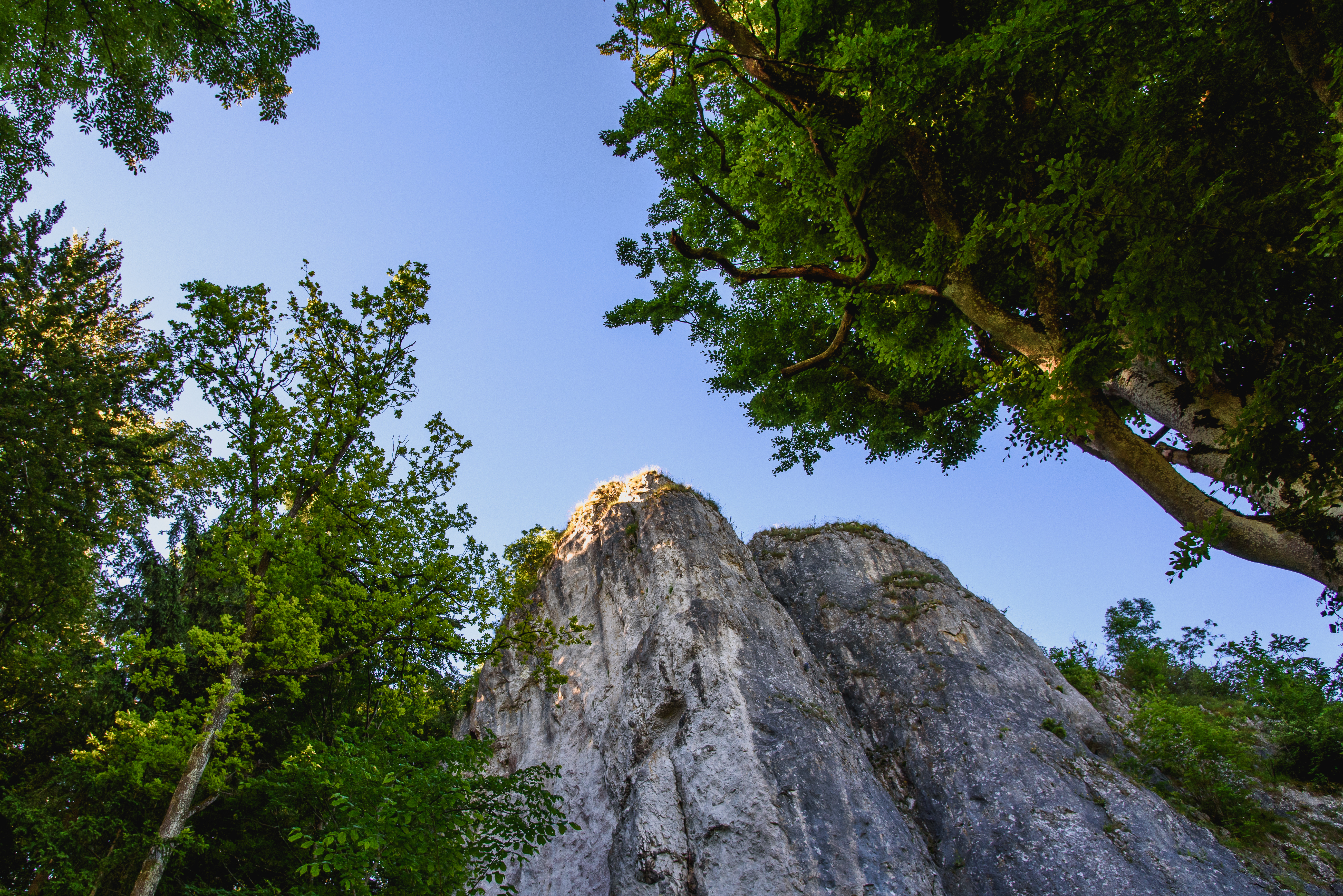
Sirgenstein, 2016
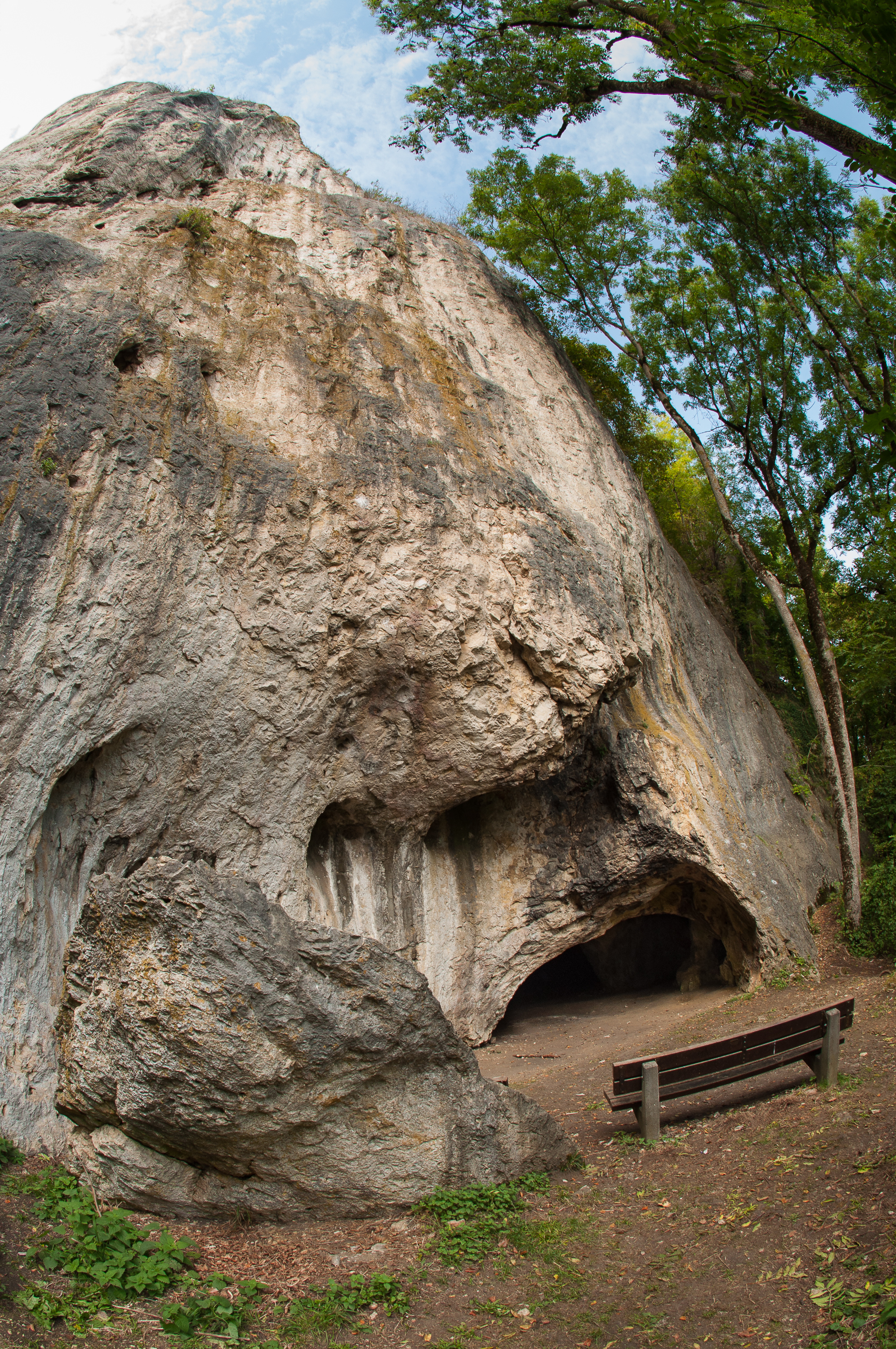
Sirgenstein und Höhle, 2013
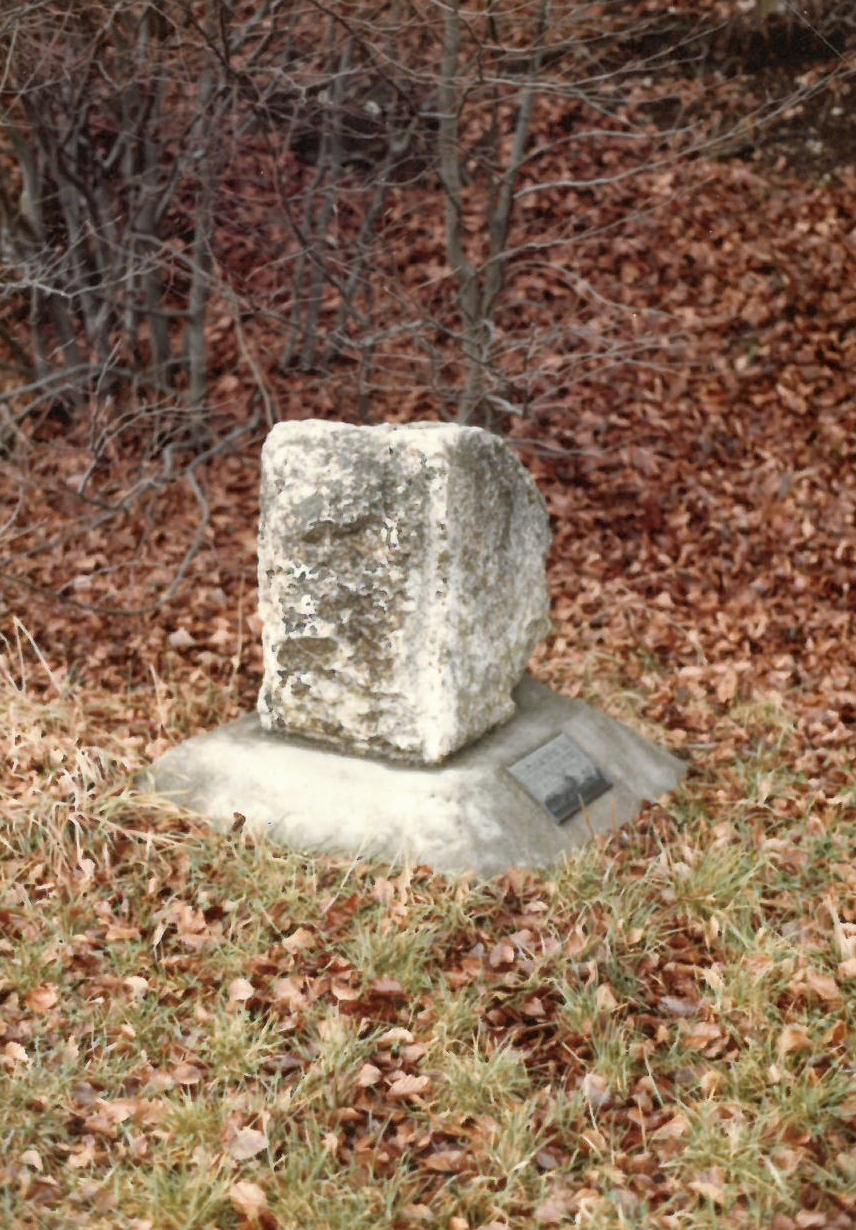
Buckelquader an der B 492, 1978
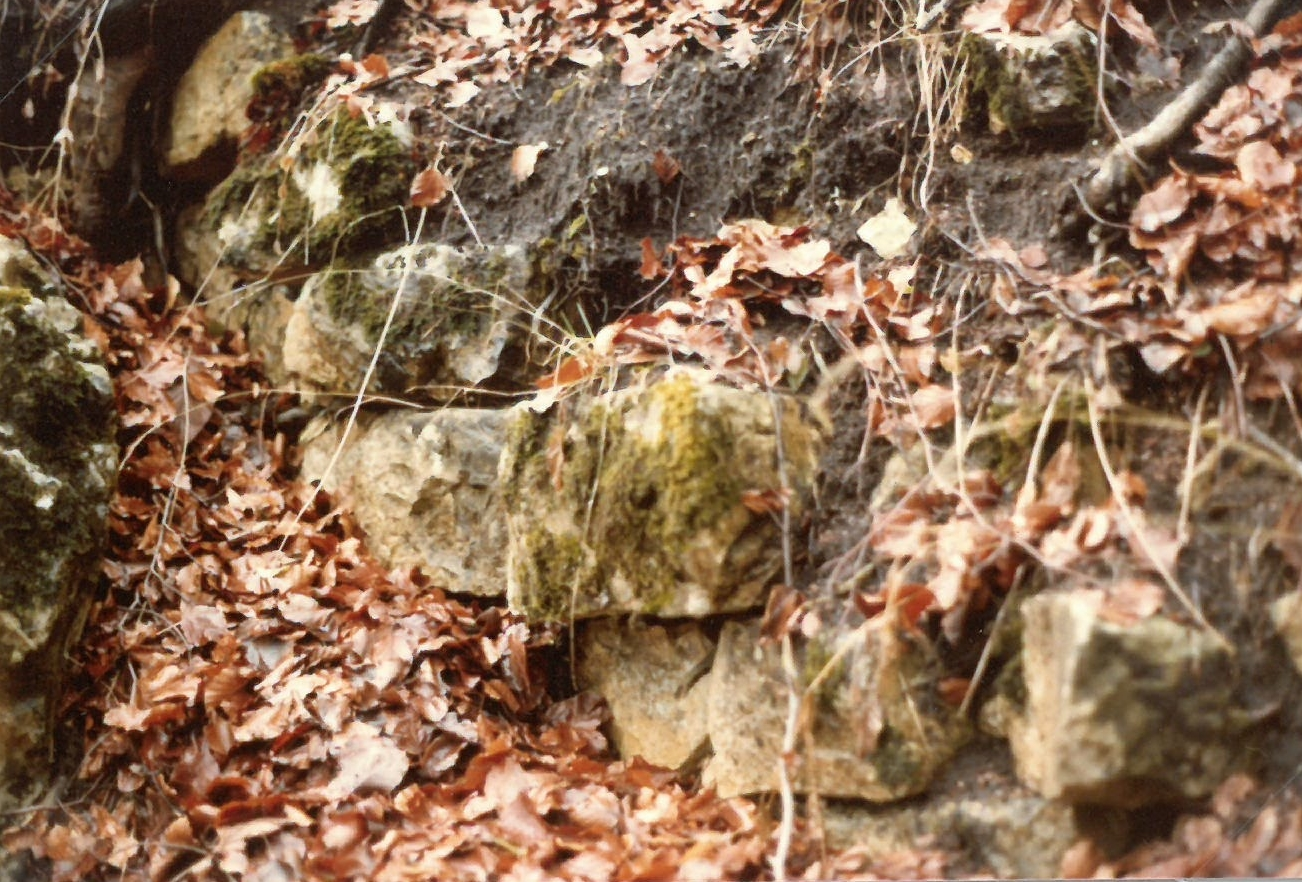
Mauerrest der Ringmauer an der Ostseite, 1978
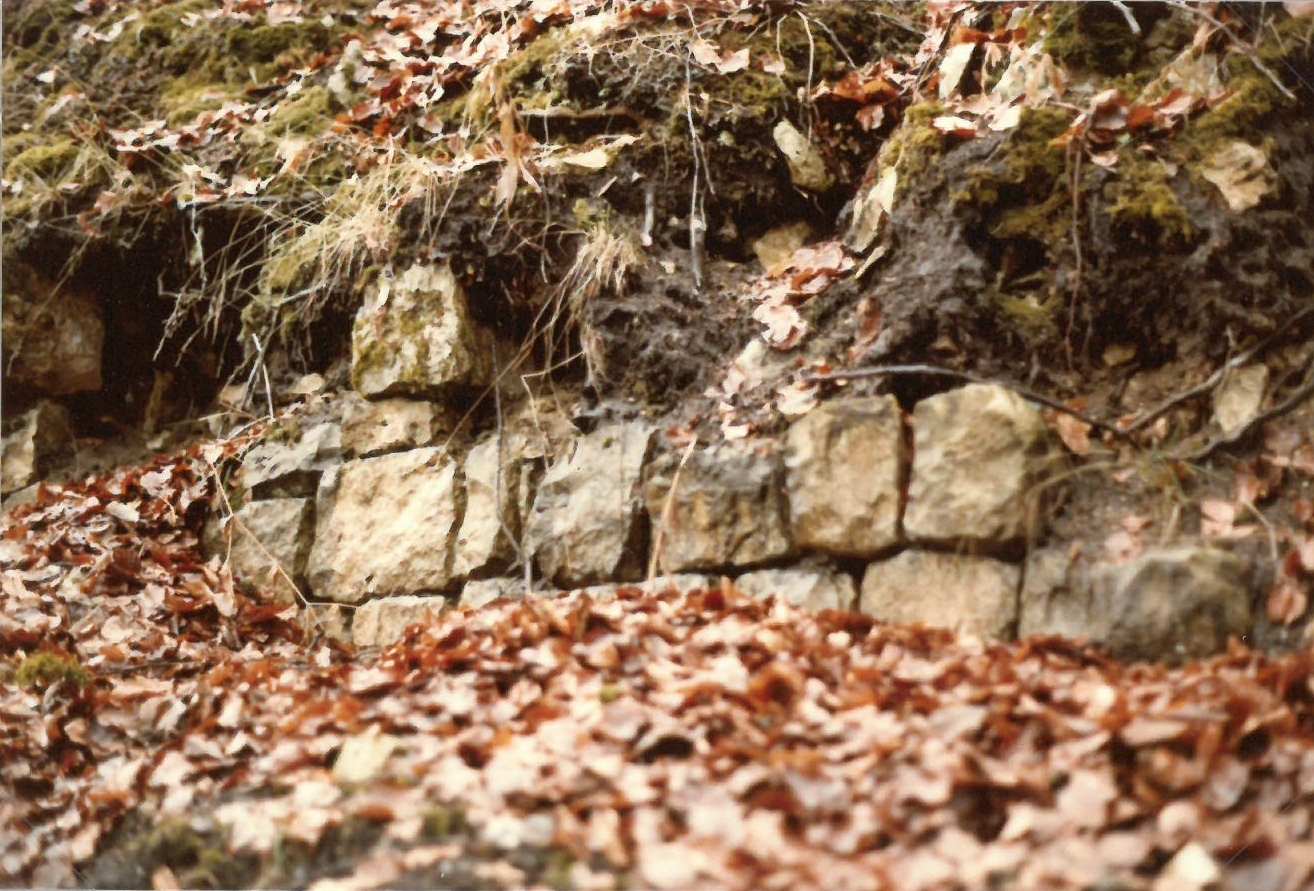
Mauerrest der Ringmauer an der Ostseite, 1978
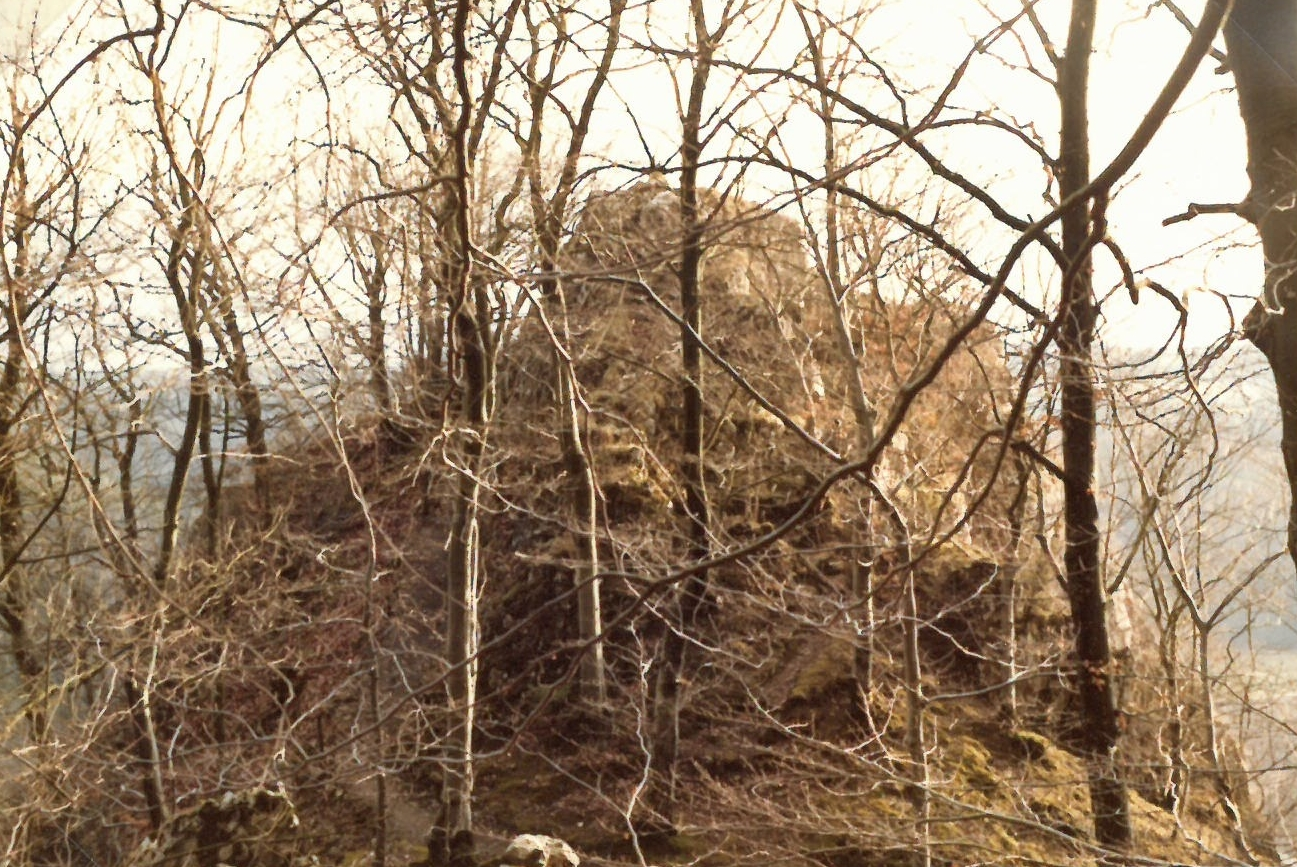
Burgfelsen vom Berghang aus, 1978
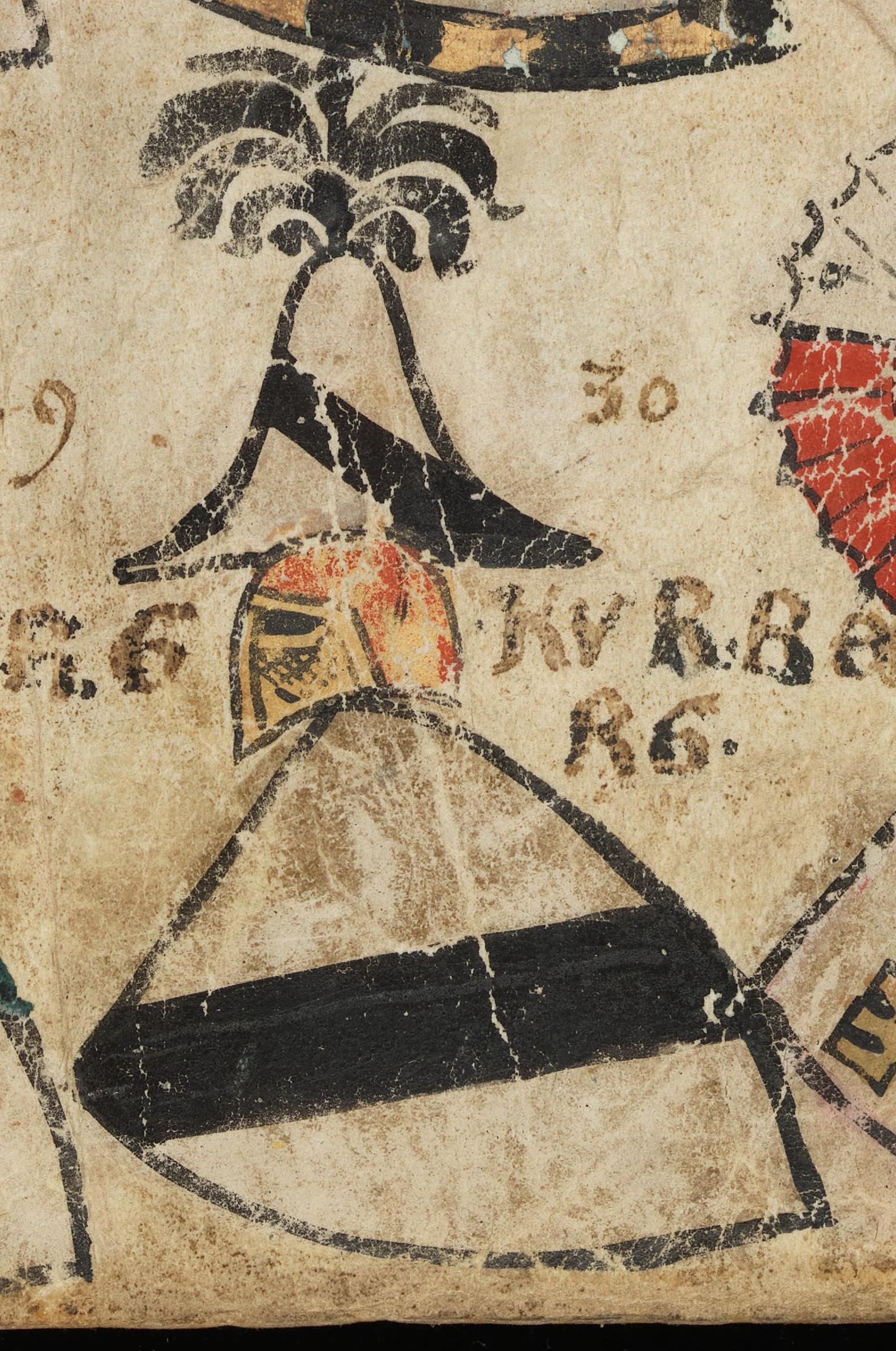
Wappen der „Sürg“ nach der Wappenrolle von Zürich, um 1335/1345 (Nr. 225 (alt 406, ein weiteres Wappen ebenda ist Nr. 485))
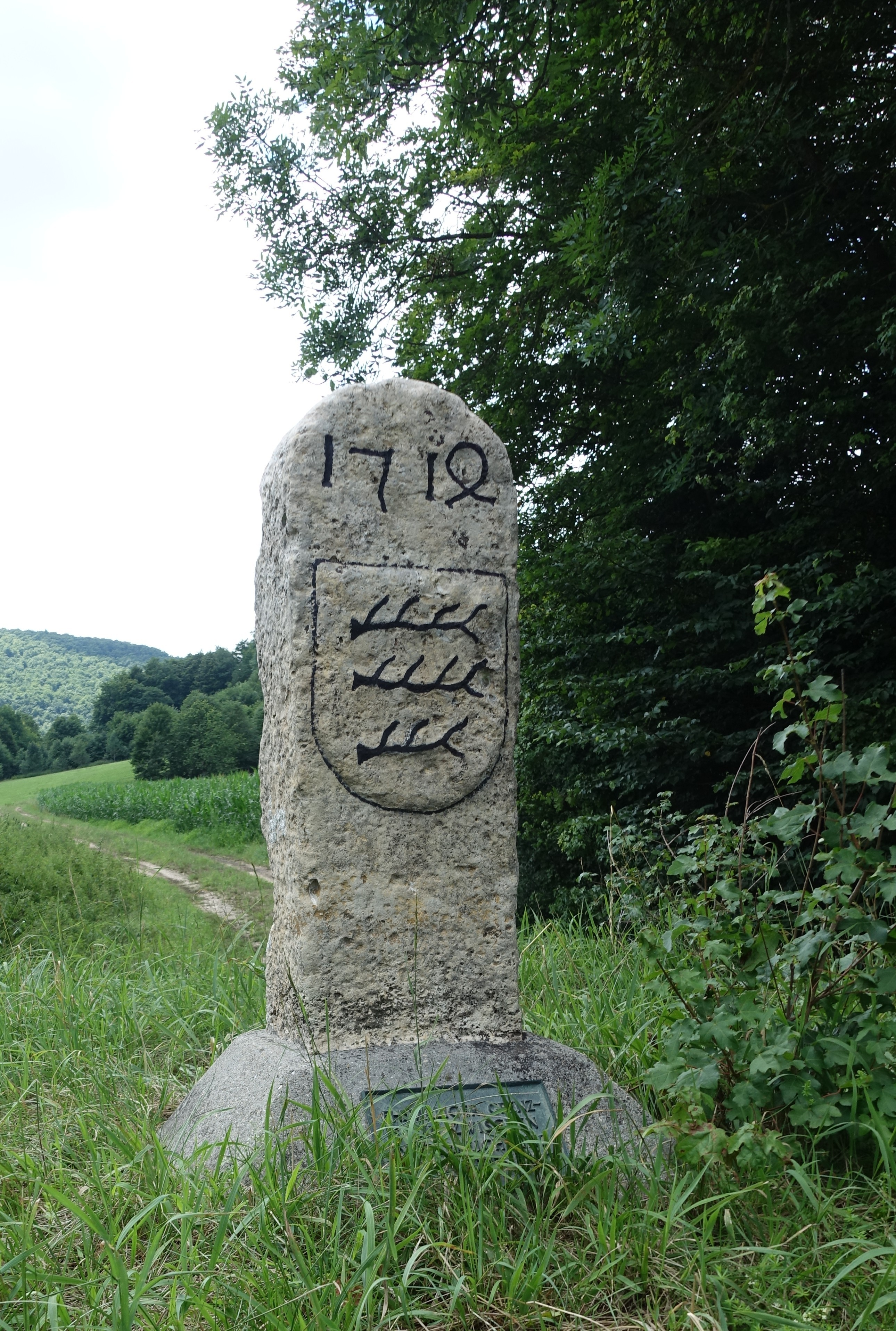
Grenzstein südlich von Weiler an der Abzweigung der B 492 ins Tiefental, datiert 1714